# Закон Енгеля
Зако́н Е́нгеля — зі зростанням величини доходів частка витрат на придбання товарів першої необхідності скорочується.
Закони Енгеля зводяться до наступних положень:
1. бідні родини витрачають відносно більше на необхідне для життя — їжу і житло;
2. частка витрат на харчування знижується в міру зростання доходів, а частка витрат на житло стабілізується;
3. витрати на дорогі предмети підвищуються в більшій мірі, ніж дохід. При зростанні доходу споживача споживання їм вторинних благ зростає в більшому ступені, ніж споживання благ першої необхідності;
4. при зниженні ціни одного з благ і сталості ціни на інше благо збільшується попит на благо, ціна якого знижується, причому здійснюється відносна заміна ним іншого блага.[1]